# Maximilian Bircher-Benner

Maximilian Bircher-Benner.

Maximilian Oskar Bircher-Benner (Aarau, 22 augustus 1867 - 24 januari 1939) was een Zwitserse arts en voedingsdeskundige. Hij geldt als pionier op gebied van de voedingsleer en heeft muesli ontwikkeld. 
Bircher-Benner heeft gezorgd voor een verandering van het eetgedrag eind 19e eeuw. In plaats van veel vlees en witbrood, stelde hij voor om fruit, groente en noten te eten. In zijn sanatorium aan de Zürichberg in Zürich stelde hij een dergelijk dieet voor aan zijn patiënten, dat werd gecombineerd met een spartaanse dagindeling. Parallel aan Bircher-Benner in Europa, werkte John Harvey Kellogg in de Verenigde Staten, waar deze arts eenzelfde soort dieet voorstelde.
Bircher-Benner hield zich ook bezig met theorievorming rond bio-energetica. "Vom Wesen und der Organisation der Nahrungsenergie" is een boek van hem uit 1936, waarin hij de principes van de energetica wilde combineren met de eerste en tweede hoofdwet van de thermodynamica om zo zijn eigen ideeën omtrent entelechie te onderbouwen.

## Publicaties
- 1903. Grundzüge der Ernährungstherapie auf Grund der Energiespannung der Nahrung. Berlin.
- 1921. Die Grundlagen unserer Ernährung. Berlin.
- 1935. Diätetische Heilbehandlung: Erfahrungen und Perspektiven. Stuttgart.
- 1936. Vom Wesen und der Organisation der Nahrungsenergie, Stuttgart 1936
- 1938. Vom Werden des neuen Arztes: Erkenntnisse und Bekenntnisse, Dresden 1938
- 1938. Max Bircher-Benner: Ordnungsgesetze des Lebens. Drei Vorträge für die "Food Education Society". Bircher-Benner, Bad Homburg.